# Seiltanz

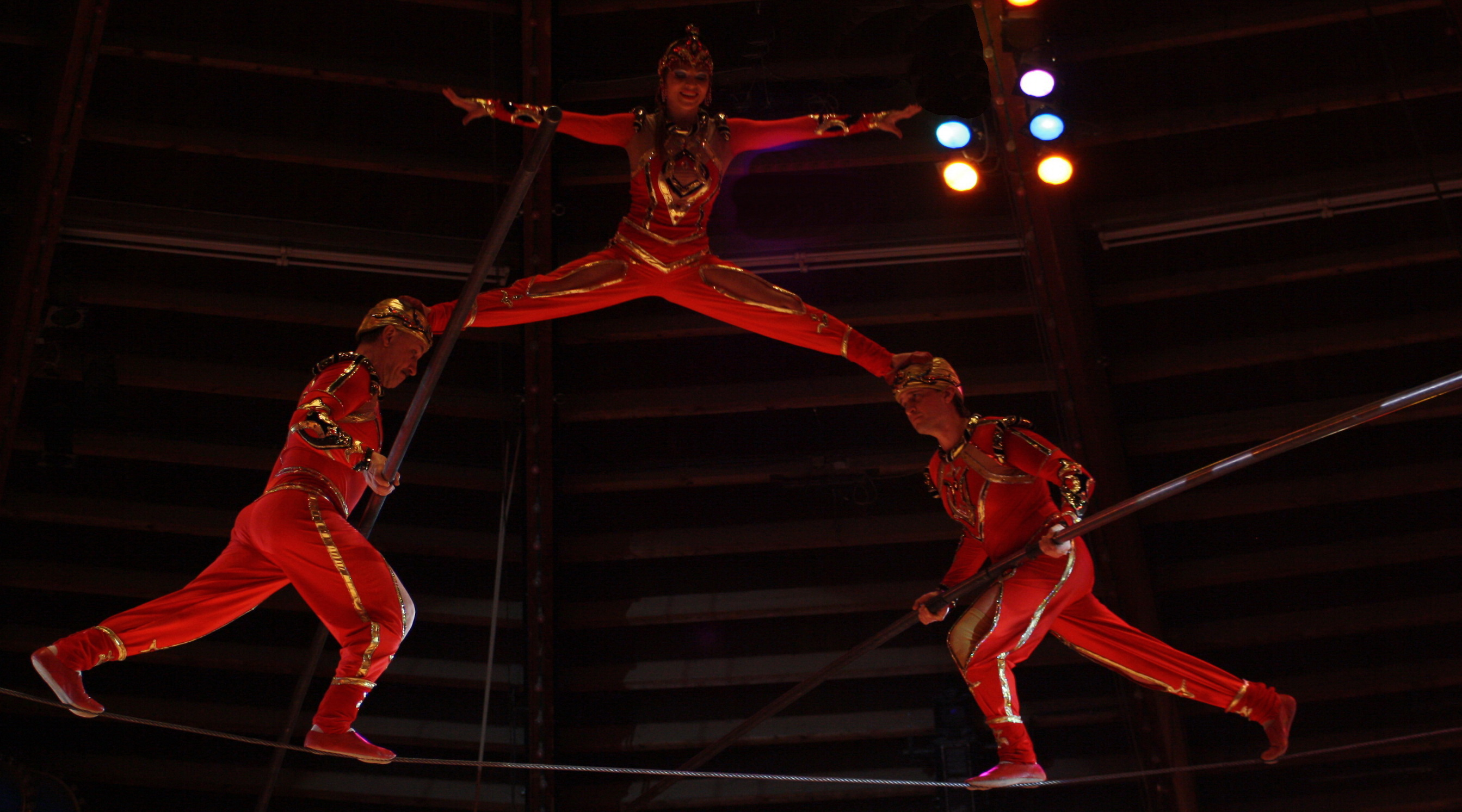
Hochseilartisten Im Zirkus

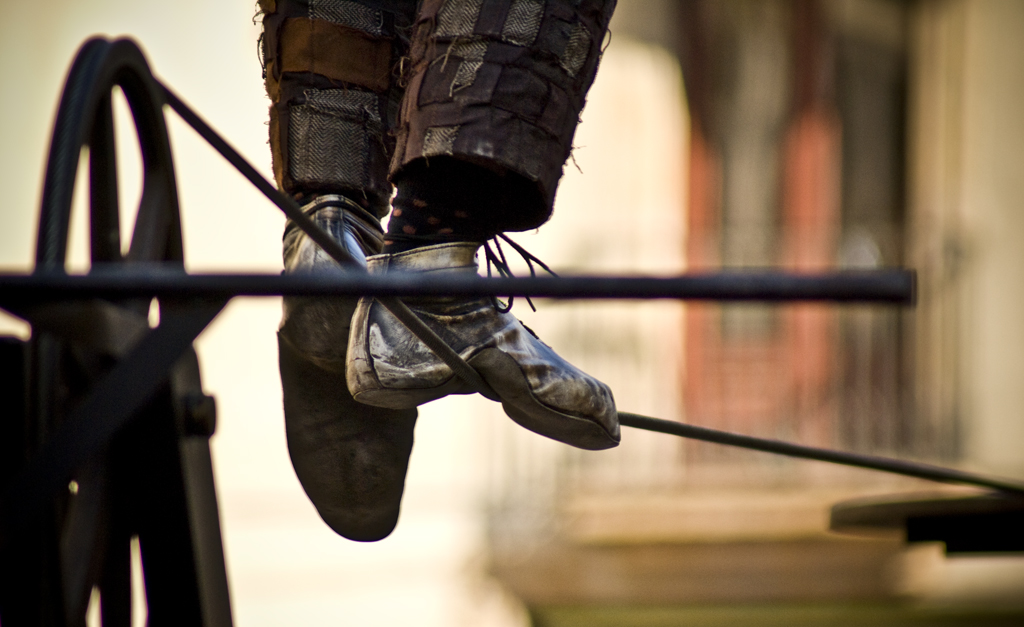
Die Füße eines Seiltänzers

Als Seiltanz bezeichnet man eine Aktion, bei der eine oder mehrere Personen auf einem straff gespannten oder durchhängenden Seil laufen, tanzen und andere Kunststücke ausführen.

## Geschichte und Entwicklung
Die Kunst des Seiltanzes gab es bereits in der Antike bei den Griechen, viel häufiger aber bei den Römern. Man unterschied Funambuli, die auf starken Seilen, und Neurobatae, die auf Darmsaiten laufen. Letztere hießen auch Aërobatae („Lufttänzer“), weil sie bei der Dünne der Saiten aus der Entfernung in freier Luft zu tanzen schienen. Seiltänzerkunststücke finden sich auf Vasen und Wandgemälden der Antike. Auf einigen Münzen von Kyzikos ist sogar das Besteigen des Turmseils dargestellt.
Später kamen von Indien und Ägypten Seiltänzer nach Konstantinopel. Im Mittelalter kannte man indische, persische, morgenländische Gaukler dieser Art. Der Seiltänzer Arcangelo Tuccaro verfasste eine illustrierte Schrift über seine Kunst (Paris 1599).
Als „Drahtseilakt“ bezeichnet man eine akrobatische Vorführung von Seiltänzern auf einem Drahtseil. Vor der Erfindung des Drahtseils 1834 wurde die Akrobatik auf Hanfseilen ausgeübt. Die ersten Drahtseilakte fanden zu Beginn des 20. Jahrhunderts statt. Spektakulär waren die Überquerung der Niagarafälle oder des Zwischenraums zwischen den Zwillingstürmen des von 1973 bis 2001 bestehenden World Trade Centers.
Mit dem usbekischen Wort für „Seiltanz“, dorboz, bezeichnen sich usbekische Seiltänzer und Gaukler, die in einem Familienzirkus zusammenarbeiten und im Sommer hauptsächlich im zentralasiatischen Ferghanatal übers Land reisen, um bei Familienfeiern und anderen Gelegenheiten ihr darstellendes Spiel zu zeigen. In früheren Jahrhunderten zogen die usbekischen Seiltänzer überwiegend allein mit ihrer Familie umher, erst Anfang des 20. Jahrhunderts organisierten sie sich in Gruppen mit Strukturen, die einem europäischen Zirkus vergleichbar sind.

## Unterscheidung
Bei Darbietungen auf dem Schlapp- oder Tanzseil spricht man von Seiltanz, auf dem Hochseil von (Draht-)Seillauf.

### Schlappseil

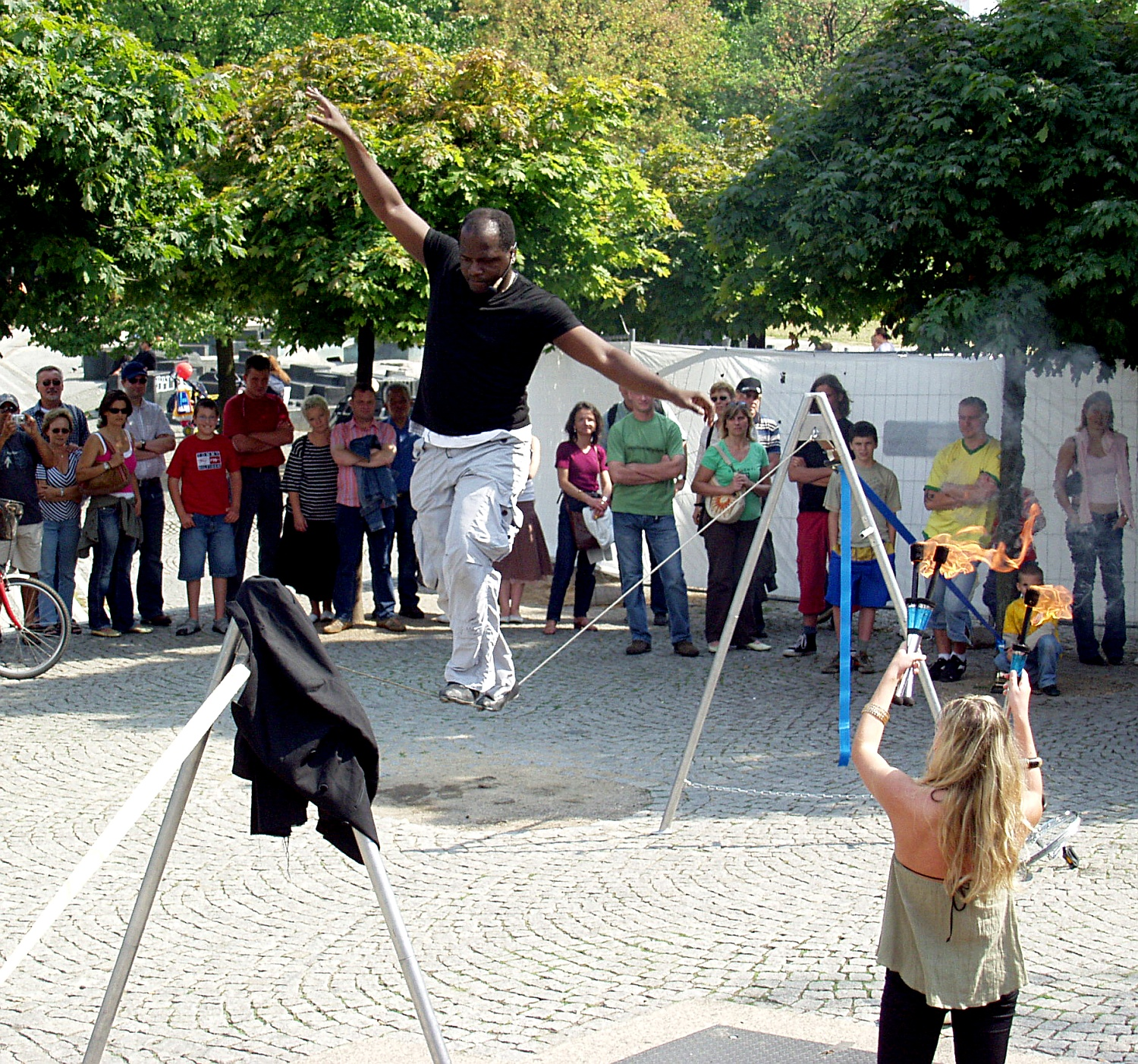
Straßenkünstler mit Fackeln auf dem Schlappseil

Das Schlappseil ist ein zwischen zwei festen Punkten lose hängendes Seil. Auf diesem werden im Balancieren verschiedene Kunststücke vorgeführt. Leichte seitliche Schwingbewegungen halten den Artisten im Gleichgewicht. Neben dem Laufen und Drehen auf dem Schlappseil gibt es viele verschiedene Tricks wie Einradfahren, Jonglieren, Hand- und Kopfstand, und Schwingen.

### Tanzseil
Das Tanzseil ist wie auch das Schlappseil in einer Höhe von bis zu 4 m an zwei festen Punkten befestigt. Es ist jedoch mit einer Zugkraft bis zu 40 kN gespannt. Man nennt es deshalb auch Steifseil, direkt übersetzt aus dem englischen „tight rope“. Als Balancehilfe dient oftmals ein Balancefächer, der tropfen- oder kreisförmig ist. Eine Besonderheit des Tanzseils ist die Federung, die insbesondere von französischen Artisten genutzt wird. Diese erleichtert die tänzerische Darbietung mit Sprüngen, Drehungen und Schrittfolgen. Die Seillängen betragen in dieser Disziplin etwa 5 m. Es werden abgespannte Seile bzw. freistehende Apparate verwendet. Seitenabspannungen wie beim Hochseil sind unüblich.

### Hochseil
Ein Hochseil ist wie das Tanzseil ein stark gespanntes Seil aus Draht und wird in größeren Höhen verwendet. Im Zirkus beträgt die Höhe etwa 8 bis 10 Meter, im Freien können es bis über hundert Meter sein. Hochseilläufer benutzen üblicherweise eine Balancierstange, die zwischen 5 m und 20 m lang und bis 30 kg schwer ist, um ein größeres Trägheitsmoment und einen tieferen Schwerpunkt zu erlangen, was das Balancieren erheblich erleichtert. Manche Artisten, besonders aus Amerika und Spanien, arbeiten jedoch auch freihändig, dann aber meist auf einem relativ kurzen Seil. Bei den im Freien üblichen Höhen und den Seillängen von bis zu mehreren hundert Metern ist es ohne Balancierstange nahezu unmöglich, dem Wind und den auftretenden Schwingungen standzuhalten. Lange Seile werden in bestimmten Abständen mit seitlichen Abspannseilen („Cavaletti“) gegen zu starkes Ausschwingen gesichert.
Auf dem gespannten Seil (Tanzseil oder Hochseil) können auch Radschläge, Bögen, Spagat oder Sprünge gemacht werden, man kann mit einem speziell präparierten Einrad darauf fahren oder mit einem Stuhl darauf sitzen.

## Kunststücke auf dem Seil

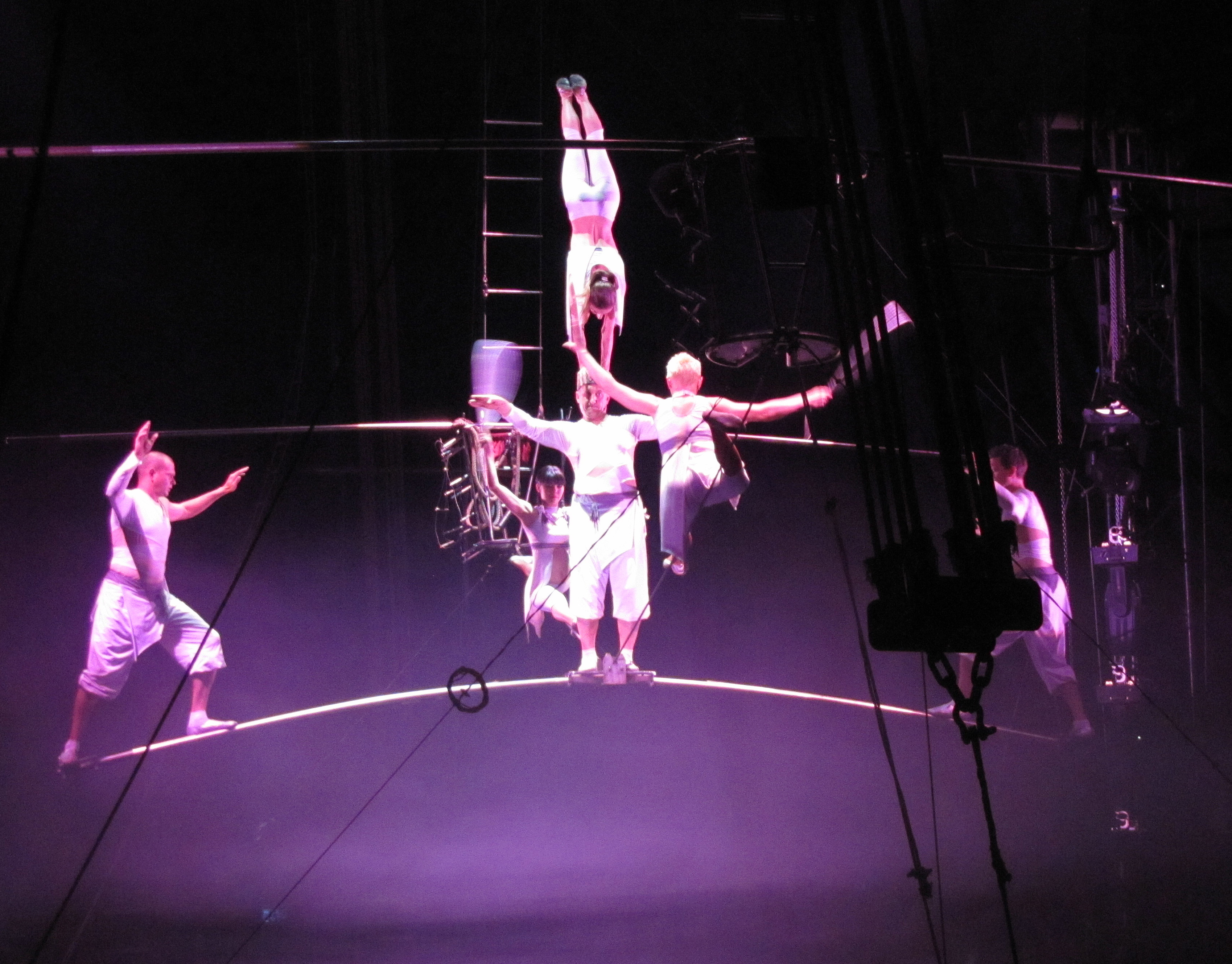
Flic Flac 2010

Mitunter wird ein Hochseilakt mit dem Aufstieg auf dem Schrägseil begonnen, der sich umso schwieriger gestaltet, je stärker das Seil geneigt ist. Zu den wohl ältesten Kunststücken gehört das Gehen mit Stelzen oder Körben an den Füßen sowie mit verbundenen Augen. Es wurden Schubkarren übers Seil geschoben und Personen getragen. Nach dem Fahrrad finden auch Einräder und Motorräder auf dem Hochseil Verwendung.
Neben verschiedenen Formen des Zwei- und Dreimannhochs – der Obermann steht auf den Schultern oder auf dem Kopf des Untermanns aufrecht oder im Handstand – werden Pyramiden gebaut, wobei jeweils zwei Untermänner durch eine Schulterstange verbunden sind, auf der ein Obermann steht. Auf diese Weise gelang der Wallenda-Truppe 1947 die berühmte Sieben-Mann-Pyramide (vier Untermänner, zwei Personen in der Mitte und eine oben). Die Camilio-Mayer- und die Camilla-Mayer-Truppe zeigten die Sieben-Mann-Pyramide allerdings bereits vor 1943.
1950 wurde von der Bob-Gerry-Truppe erstmals die Sechs-Mann-Pyramide gezeigt (drei Untermänner, zwei Personen in der Mitte und eine oben). Diese Pyramide blieb bis zur Auflösung der Truppe im November 1963 Höhepunkt und fester Bestandteil dieser Hochseilnummer. Bob Gerry (bürgerlicher Name: Alois Geryk) und seine Frau Ruth waren ehemalige Mitglieder der Camilla-Mayer-Truppe.
Besonders waghalsige Kunststücke sind Bewegungen ohne Balancierstange auf dem Hochseil, wie beispielsweise das Überspringen sitzender Partner, Seilspringen, Degenfechten, Fahren auf dem sattellosen Einrad („Ultimate Wheel“) und Rückwärtssalto.

## Berühmte Seiltanzartisten und Truppen

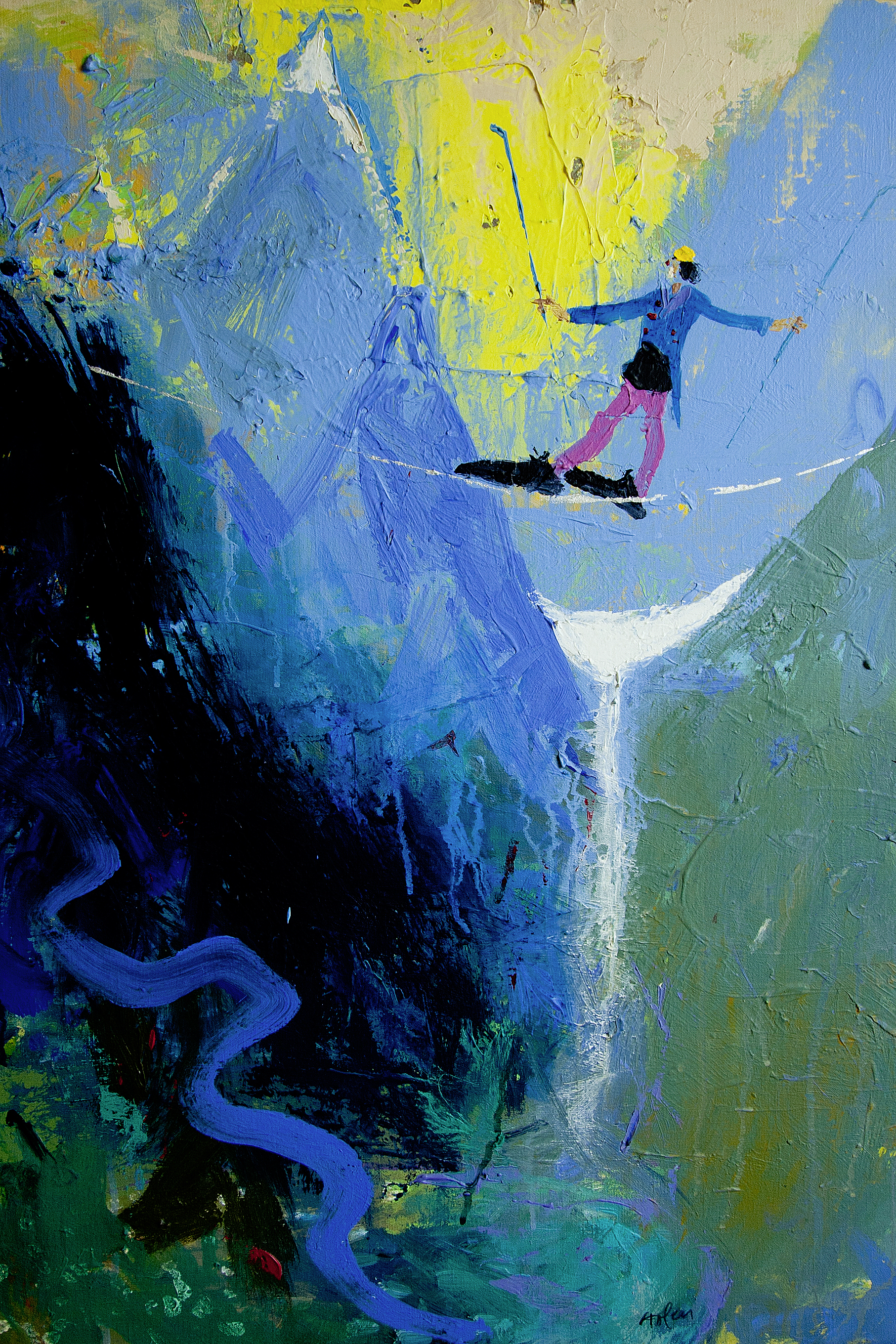
Acrylmalerei Schwierige Passage von Adi Holzer (2002)
Clown Benny Schumann überquert auf dem Hochseil das Mölltal. Im Hintergrund ist der Großglockner zu sehen.

- Rabadan Hassanowitsch Abakarov (* 7. November 1917)
- Carmo Bauer (Artistenfamilie Bauer)
- Charles Blondin (Jean François Gravelet-Blondin) (* 28. Februar 1824; † 22. Februar 1897), überquerte als Erster die Niagarafälle auf einem Seil (30. Juni 1859).
- Carlos Camadi
- Pedro Carrillo (* 2. November 1946)
- Familie Coppini, trat 1809 in München und Augsburg auf, tourte quer durch Europa. Spezialität: Pantomimen und Ballette auf gespanntem Seil
- David Dimitri
- Masha Dimitri
- Bob-Gerry-Truppe (1944–1963)
- Geschwister Weisheit
- Great Alzana (Harold Davis) (* 1918 ?; † 16. Februar 2001)
- Benno und Lothar Kastein (* 13. Dezember 1956 und 15. Juli 1954)
- Karl Knie (1813–1860) aus der Circus-Dynastie Knie
- Camilio Mayer (* 25. April 1890; † 21. Mai 1972)
- Camilla Mayer als Künstlername mehrerer Hochseilartistinnen
- Gene Mendez (* 1934; † 23. August 1993)
- Freddy Nock (* 10. Dezember 1964; † 7. Februar 2024)
- Die Original Münchener Olympiaturm-Artisten (Oskani Hochseilshow), Artistenfamilie seit 1612
- Philippe Petit (* 13. August 1949)
- Los Quiros
- Madame Saqui (* 26. Februar 1786; † 21. Januar 1866)
- Joe Seitz (* 1929)
- Maria Spelterini (* 9. November 1850 – ?) überquerte 1876 anlässlich der 100-Jahr-Feier der USA als erste Frau die Niagarafälle auf einem Seil.
- Rudolfo-Stey-Truppe (Artistenfamilie Stey seit 1437)
- Konrad Thurano (* 4. April 1909; † 20. November 2007)
- Falko Traber aus der Artistenfamilie Traber
- Vladimir Volshanski (* 30. Mai 1917; † 3. Oktober 1983)
- Karl Wallenda (* 21. Januar 1905; † 22. März 1978)
- Der US-Amerikaner Nik Wallenda überquerte im Juni 2013 ungesichert als erster Mensch auf einem 426 Meter langen Drahtseil den Grand Canyon in knapp 23 Minuten. Seine Vorfahren sind bereits seit sieben Generationen Drahtseilartisten[3].
- Louis Weitzmann (* 21. Februar 1881; † 15. März 1968)
- Mario Wittmann